# Лагуаса
Лагуаса (порт. Lagoaça; МФА: [ɫɐ.gu.ˈa.sɐ]) — парафія в Португалії, у муніципалітеті Фрейшу-де-Ешпада-а-Сінта. Розташована в північно-східній частині країни, на теренах історичної португальської провінції Трансмонтана. Входить до складу округу Браганса. За адміністративним поділом, чинним до 1976 року, терени парафії були складовою провінції Трансмонтана і Верхнє Дору. Належить до Брагансько-Мірандської діоцезії Католицької церкви. Патрон — святий Антоній. Площа — 35,5936 км². Населення — 411 ос. (2011). Слабо урбанізований регіон. Густота населення — 11,55 осіб/км²
. Код — 040403.

## Населення
| Кількість мешканців | Кількість мешканців | Кількість мешканців | Кількість мешканців | Кількість мешканців | Кількість мешканців | Кількість мешканців | Кількість мешканців | Кількість мешканців | Кількість мешканців | Кількість мешканців | Кількість мешканців | Кількість мешканців | Кількість мешканців | Кількість мешканців |      |
| ------------------- | ------------------- | ------------------- | ------------------- | ------------------- | ------------------- | ------------------- | ------------------- | ------------------- | ------------------- | ------------------- | ------------------- | ------------------- | ------------------- | ------------------- | ---- |
| 1864                | 1878                | 1890                | 1900                | 1911                | 1920                | 1930                | 1940                | 1950                | 1960                | 1970                | 1981                | 1991                | 2001                | 2011                | 2021 |
| 1 446               | 1 592               | 1 541               | 1 497               | 1 319               | 1 124               | 1 224               | 1 237               | 1 394               | 1 220               | 1 226               | 875                 | 700                 | 497                 | 411                 | 9    |